# کوین بیتی
کوین بیتی (به انگلیسی: Kevin Beattie) بازیکن فوتبال زادهٔ ۱۸ دسامبر ۱۹۵۳ اهل انگلستان بود که سابقهٔ بازی در تیم ملی فوتبال انگلستان را در کارنامهٔ خود دارد. وی در تاریخ ۱۶ آوریل ۱۹۷۵ نخستین بازی ملی خود را در مقابل تیم ملی فوتبال قبرس انجام داد و با حضور در ۹ بازی ملی، در تاریخ ۱۲ اکتبر ۱۹۷۷ واپسین بازی ملی‌اش را در برابر تیم ملی فوتبال لوکزامبورگ برگزار کرد.
این بازیکن توانسته در بازی‌های ملی، ۱ گل به ثمر برساند.